# Hiwweltouren

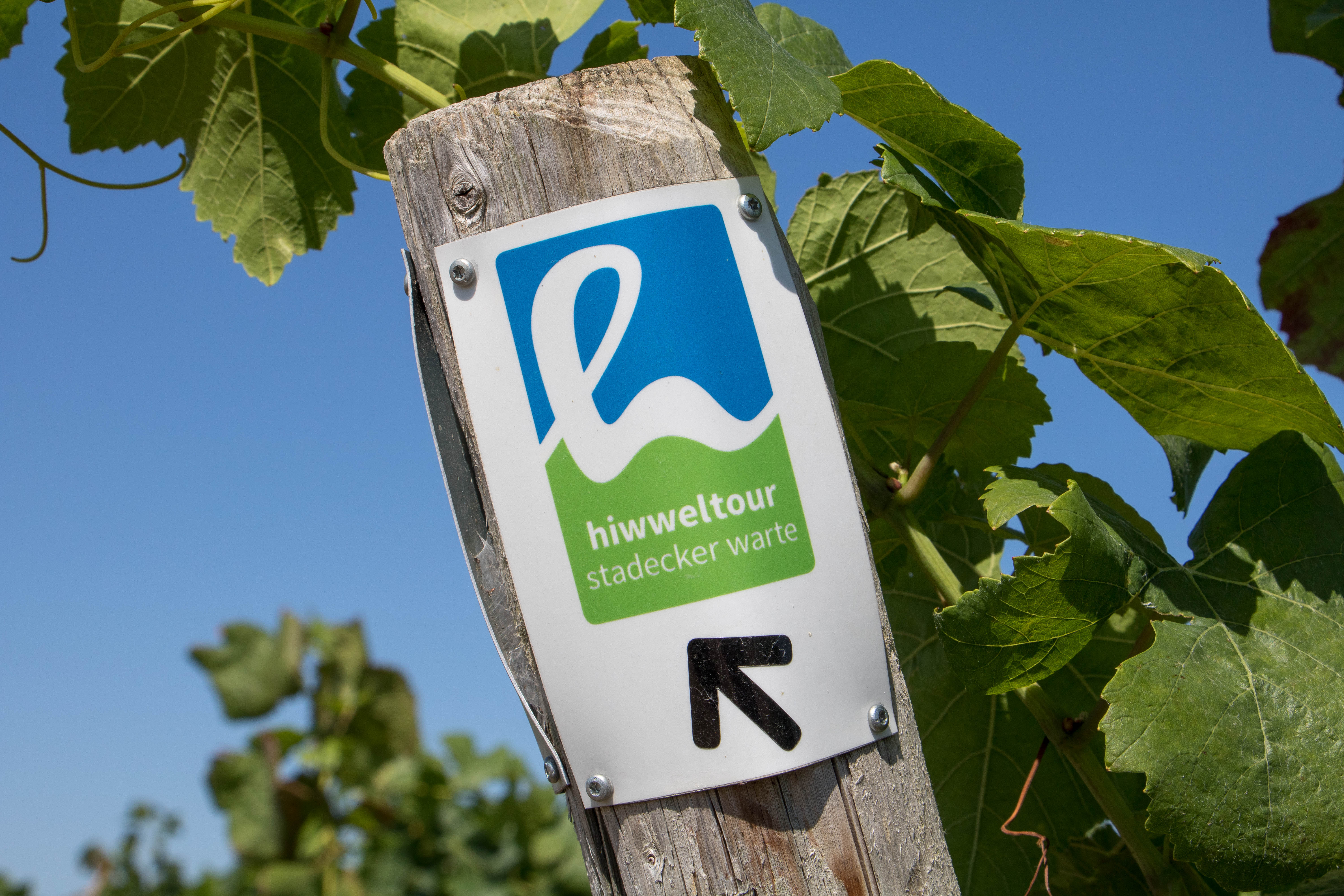
Markierungszeichen der Hiwweltouren

Als Hiwweltouren werden neun von der Deutschen Wanderverband Service GmbH und dem Deutschen Wanderinstitut zertifizierte Rundwanderwege bezeichnet, die über die Region Rheinhessen in Rheinland-Pfalz verteilt sind. Die Namensgebung dieser Wanderwege leitet sich aus dem rheinhessischen Wort „Hiwwel“ ab, dem im Hochdeutschen die Wörter „Hübel“ bzw. „Hubbel“ entsprechen und das sich als Hügel übersetzen lässt. Neben dem insgesamt rund 75 km langen Rheinterrassenweg und verschiedenen Themenwanderwegen gehören die Hiwweltouren zu den Wanderwegen in Rheinhessen.

## Charakteristik
Die markierten Rundwanderwege sind zwischen 6,8 km und 13,2 km lang und führen durch die rheinhessische Weinkulturlandschaft mit Weinbergen, Tälern, Wäldern, Wiesen und Steinbrüchen. Neben landschaftlichen, geologischen und ökologischen Einblicken bieten die verschiedenen Hiwweltouren auch Panoramablicke über umliegende Ortschaften oder Fernsichten in benachbarte Gebirgsregionen wie dem Taunus. Darüber hinaus finden sich am Wegesrand der Hiwweltouren bauliche Besonderheiten in Form von Weinbergshäuschen sowie verschiedene Aussichtstürme und Möglichkeiten zur Besichtigung von Kirchen, Burgruinen und historischen Ortskernen.

## Geographische Lage
Die neun Rundwanderwege der Hiwweltouren liegen über Rheinhessen verteilt in den Landkreisen Alzey-Worms, Mainz-Bingen und Bad Kreuznach. Alle Ausgangs- und Endpunkte der unterschiedlichen Hiwweltouren sind mit dem ÖPNV über Zuwege oder mit dem PKW erreichbar.

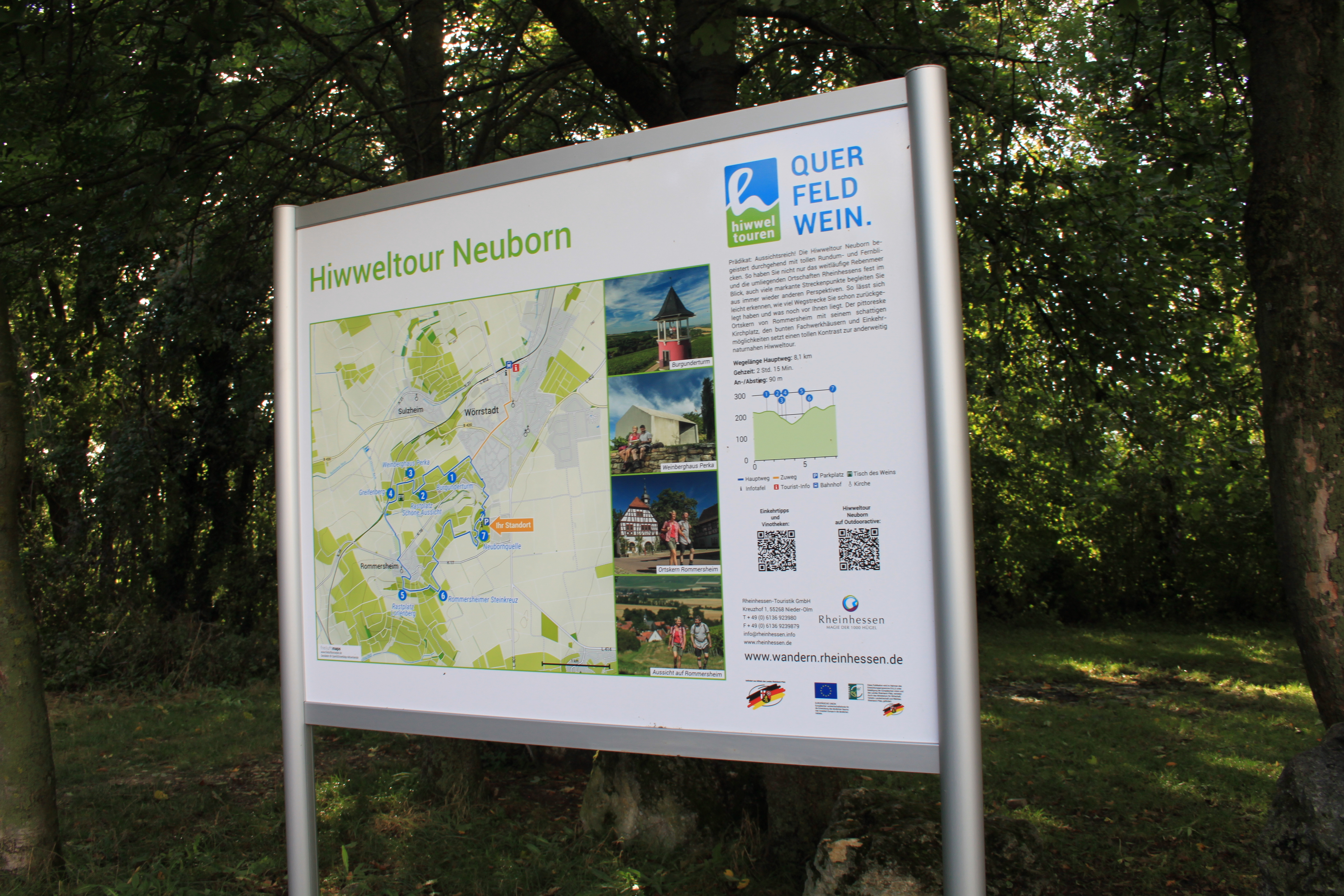
Infotafel auf der Hiwweltour

## Übersicht der Hiwweltouren

### Hiwweltour Bismarckturm

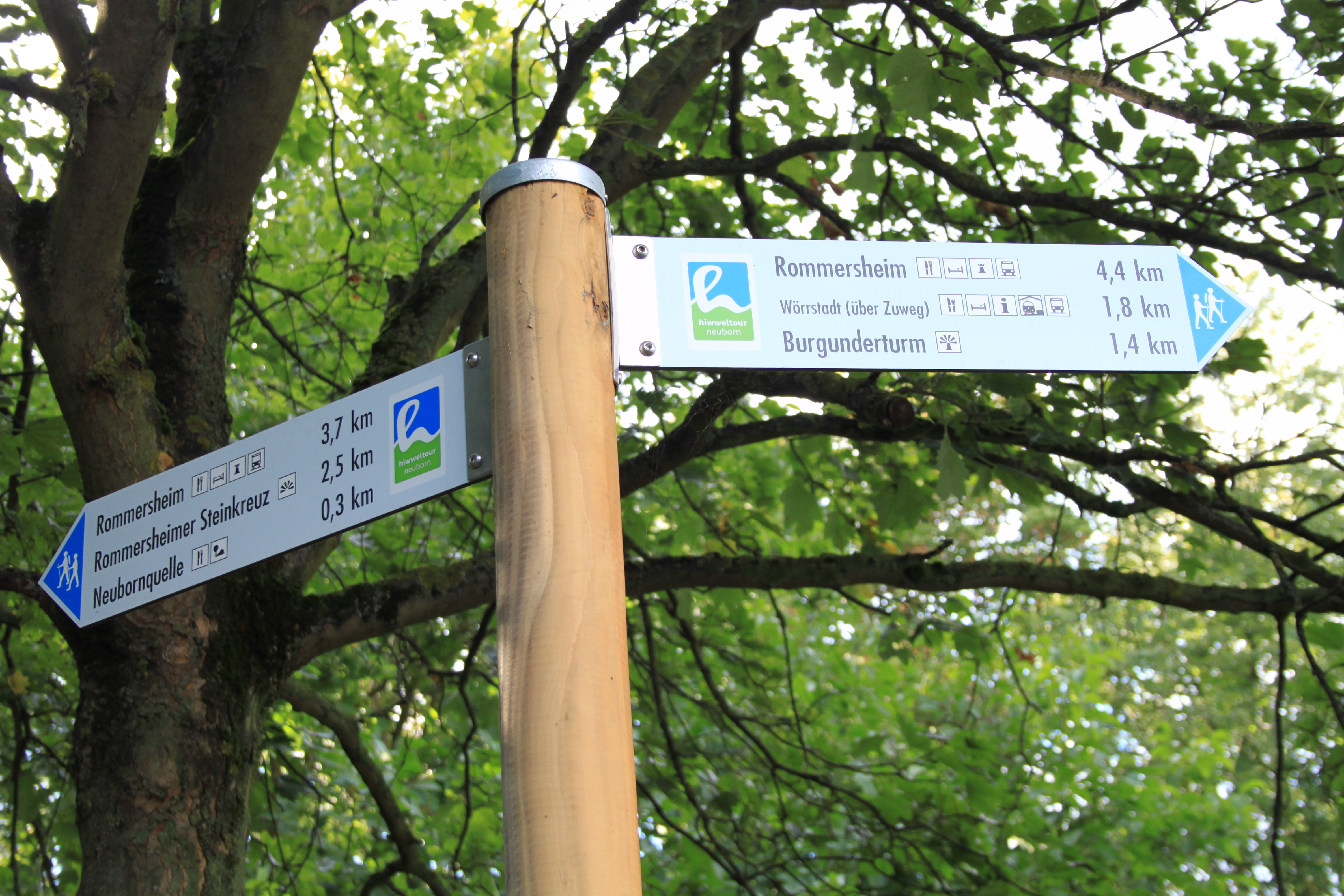
Wegbeschilderung auf der Hiwweltour

10,3 km langer Wanderweg durch das Naturschutzgebiet Gau-Algesheimer Kopf zwischen Ingelheim und Gau-Algesheim.

### Hiwweltour Westerberg
11,8 km langer Wanderweg über den Westerberg zwischen Großwinternheim, Schwabenheim an der Selz und Bubenheim.

### Hiwweltour Stadecker Warte
9,9 km langer Wanderweg mit vielen Rastplätzen durch die Weinberge bei Stadecken-Elsheim.

### Hiwweltour Zornheimer Berg
6,8 km langer Wanderweg mit Infotafeln über rheinhessische Besonderheiten bei Zornheim.

### Hiwweltour Neuborn
8,1 km langer Wanderweg mit einer Vielzahl von Panoramasichten bei Wörrstadt.

### Hiwweltour Eichelberg
11,2 km langer Wanderweg auf das Dach der „Rheinhessischen Schweiz“ zwischen Frei-Laubersheim und Neu-Bamberg.

### Hiwweltour Heideblick
10 km langer Wanderweg durch Rheinhessens einzige Heidelandschaft zwischen Siefersheim und Neu-Bamberg.

### Hiwweltour Tiefenthaler Höhe
12,3 km langer Wanderweg mit vielen Waldpassagen und Ausblicken bei Tiefenthal.

### Hiwweltour Aulheimer Tal
13,2 km langer Wanderweg mit Steinbrüchen und einem Trullo bei Flonheim, Bornheim und Lonsheim.

## Sehenswürdigkeiten
- Heidelandschaft und Naturschutzgebiete
- Panorama- und Fernblicke
- Weinbergshäuschen, Trulli
- Aussichtstürme
- Steinbrüche
- Historische Gebäude